# Freygeirr

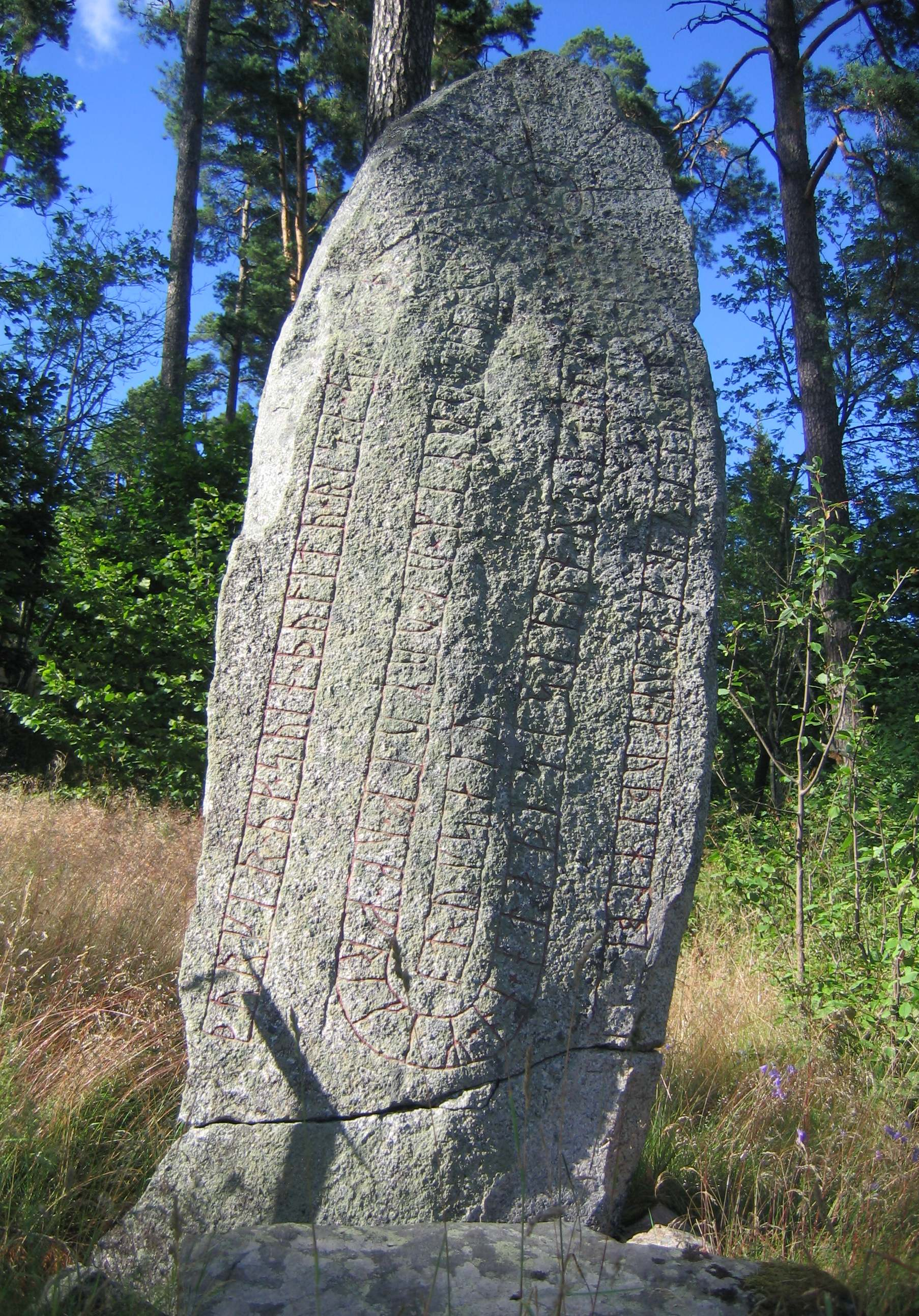
La piedra rúnica U 518 menciona la muerte de Freygeir

Freygeirr (nórdico antiguo oriental: FrøygæiRR, sueco: Fröger) fue un caudillo vikingo que probablemente mandó un leidang para una expedición en el Báltico hacia la década de 1050 d. C. y se ha identificado en al menos seis piedras rúnicas: Gs 13, Dr 216, U 518, U 611, U 698 y U 1158.
Gs 13 de las piedras rúnicas de expediciones bálticas
Cita a un guerrero que cayó en batalla, se menciona a Freygeirr como comandante de la expedición a Tavastia.
Dr 216 de las piedras rúnicas vikingas
En la piedra Dr216 menciona a Fraði/Freði, terror de todo hombre, que fue miembro destacado de los vikingos de la leva de Freygeirr.
U 518 de las piedras rúnicas sobre Grecia
Cita la muerte de Freygeirr junto a dos de sus hombres, Ormgeirr y Ormulfr en la leva de Grecia (por entonces Imperio Bizantino).
U 611 de las piedras rúnicas vikingas y U 698 de las piedras rúnicas de expediciones bálticas
Son piedras en memoria de dos guerreros que participaron en las expediciones de un caudillo que los runólogos han identificado como Freygeirr.
y U 1158 que cita a los hijos de Freygeirr que recuerdan a su padre levantando la piedra en su honor:
«Guðsteinn(?) y Eistr y <...> y Áki han erigido esta piedra en recuerdo de Freygeirr, su padre. Lífsteinn grabó estas runas».
La rundata emplaza el lugar de la muerte de Freygeirr en la isla de Selaön, en el lago Mälaren, pero según otra teoría las runas isilu representa *isi[s]la y debe transcribirse como *ī ey-sȳsla, "in Ösel" (actualmente Saaremaa en Estonia).
El historiador Omeljan Pritsak destaca que el nombre de uno de los hijos Eistr ("Estonio") tiene relación con las actividades en el Báltico y también sugiere que la muerte de Freygeirr está vinculada a la expedición conjunta de suecos y el Rus' de Kiev contra los estonios de Saaremaa.